# Xã Springfield, Quận Mahoning, Ohio
Xã Springfield (tiếng Anh: Springfield Township) là một xã thuộc quận Mahoning, tiểu bang Ohio, Hoa Kỳ. Năm 2010, dân số của xã này là 6.703 người.